# Der Theodor im Fußballtor (Film)
Der Theodor im Fußballtor ist ein deutsch-österreichisches Liebeslustspiel aus dem Jahre 1950 mit Theo Lingen, Josef Meinrad und Hans Moser in den Hauptrollen. Regie führte E. W. Emo.

## Handlung
Theo Lubitz, Inhaber eines Reisebüros und in seiner Freizeit begeisterter Mittelstürmer, und Theo Haslinger, Torwart des ortsansässigen Fußballvereins, sind über ihren Sport eng miteinander befreundet. Während Lubitz in seine hübsche Sekretärin Carola verliebt ist und plant, ihr demnächst einen Heiratsantrag zu machen, hat der Haslinger-Theo, dessen Vater ebenfalls Theo heißt und obendrein auch noch Vereinsvorsitzender ist, dieselbe Idee. Als wenn diese Situation nicht bereits vertrackt genug wäre, macht überdies noch ein Gerücht die Runde, nämlich dass Haslinger junior auch noch eine Affäre mit der reifen Charlotte habe – und die ist ausgerechnet die Freundin des gegnerischen Clubpräsidenten Knospe! Das ist dem alten Haslinger zu viel, und er wirft daraufhin kurzerhand seinen eigenen Theo junior aus dem Kader und ernennt Mittelstürmer Theo Lubitz zum neuen Torwart. Nun herrscht dicke Luft zwischen Vater und Sohn. Damit es nicht auch noch zu einem Zerwürfnis zwischen den beiden befreundeten Theos kommt, raufen sich die beiden zusammen, klären ihre Frauengeschichten, bis es schließlich zur Verlobung sowie einem großartigen Sieg auf dem Platz kommt, wo bekanntlich das Runde in das Eckige gehört.

## Produktionsnotizen
Der Theodor im Fußballtor entstand im Frühjahr 1950 im Bavaria-Atelier in Geiselgasteig mit Außenaufnahmen aus dem Grünwalder Stadion. Der Film wurde am 29. August 1950 in Hannover uraufgeführt. In Wien lief der Streifen am 13. Oktober 1950 an. Der Film war eine filmische Reaktion auf den gleichnamigen Schlager, der 1948 zum Gassenhauer avancierte. In der hier gezeigten Version singt Theo Lingen das Lied.
Die Filmbauten entwarf Fritz Jüptner-Jonstorff, die Kostüme die Filmdebütantin Ilse Dubois. Hans Lehmann hatte die Produktionsleitung.
Dasselbe Quartett (Regisseur Emo und seine drei Protagonisten Lingen, Moser, Meinrad) hatte mit Jetzt schlägt’s 13 nahezu zeitgleich ein weiteres Lustspiel abgedreht.

## Kritiken
„…seichte Filmposse mit mäßig komischen Situationen und Verwicklungen…“

Paimann’s Filmlisten resümierte: „… ein beachtlicher Lacherfolg.“

„…der nicht minder vorzügliche Schauspieler Theo Lingen, der nur noch Klamauk macht, wie etwa in ‚Der Theodor im Fußballtor‘…“